# Mine Olimpiada
La mine Olimpiada (en russe : Олимпиадинское месторождение) est une mine à ciel ouvert d'or située en Russie, dans la chaîne de l'Ienisseï, dans le kraï de Krasnoïarsk, en Sibérie,. 
Le gisement aurifère Olimpiada a été découvert en 1975.
Elle est exploitée par l'entreprise russe d'extraction minière Polyus Gold ; c'est l'une des plus grandes mines d'or de Russie et du monde.